# Messier 6
M6 (Messierobjekt 6) eller NGC 6405 ibland även kallad Fjärilshopen är en öppen stjärnhop i Skorpionens stjärnbild. Den upptäcktes av Giovanni Battista Hodierna någon gång före 1654. Robert Burnham, Jr. har dock framhållit att astronom Ptolemaios kan ha sett den för blotta ögat när han observerade dess granne Ptolemaioshopen(Messier 7). Kreditering för upptäckten ges vanligen till Jean-Philippe de Cheseaux i 1746. Charles Messier observerade hopen den 23 maj 1764 och införde den i sin Messier Catalog.
M6 befinner sig på ett avstånd av ca 1 586 ljusår från jorden och har en skenbar magnitud på 4,2 vilket innebär att den lätt går att observera med blotta ögat. Uppskattningarna av avståndet har dock varierat genom åren.  Wu et al. (2009) grundar sin distansbedömning av 1 590 ljusår, på att ge den en rumslig dimension av omkring 12 ljusår.

## Beskrivning
120 stjärnor, som sträcker sig ner till magnitud 15,1, har identifierats som mest sannolika medlemmar i stjärnhopen. De flesta ljusstarka stjärnorna i Fjärilshopen är heta, blå stjärnor av spektraltyp B, den mest ljusstarka stjärnan är dock en orange jätte, BM Scorpii, av spektraltyp K, vilken på fotografier tydligt avviker från sina blå grannar. BM Scorpii är en halvregelbundet variabel stjärna med en skenbar magnitud mellan +5,5 och +7,0.  Ingående stjärnor visar ett något högre överskott av element som är tyngre än helium jämfört med solen. Det finns också åtta kemiskt speciella stjärnor.
Fjärilshopen ligger 24 590 ± 130 ljusår (7 540 ± 40 pc) från Vintergatans centrum och följer en bana genom galaxen med en låg excentricitet på 0,03 och en omloppsperiod 204,2 miljoner år. För närvarande befinner den sig 23 ljusår under det galaktiska planet, och den kommer att korsa planet med 29,4 miljoner års mellanrum.